# ミュージカルカンパニー イッツフォーリーズ
ミュージカルカンパニー イッツフォーリーズは、1977年に作曲家いずみたくが創立した日本のミュージカル劇団。旧劇団名は「いずみたくフォーリーズ」、「劇団フォーリーズ」。 六本木の小劇場「アトリエフォンテーヌ」を本拠地にしていたが、アトリエフォンテーヌ閉館に伴い2012年7月に東京都台東区に移転。
2016年6月にあうるすぽっとにて40年記念公演を行った。

## 概要
- 1962年5月、作曲家・いずみたくが「有限会社いずみたくミュージックオフィス」（現　株式会社オールスタッフ）を設立。多くの歌手、タレントを養成・輩出する。
- 1975年、日本の創作ミュージカル作りに専念する為、プロのミュージカル俳優養成所「イズミ・ミュージックアカデミー」（その後「イッツフォーリーズ附属養成所」に名称変更）を発足。
- 1976年1月、六本木に小劇場「アトリエフォンテーヌ」をオープン。
- 1977年、「イズミ・ミュージックアカデミー」のメンバーによる、ミュージカル専門の劇団「いずみたくフォーリーズ」を創立。 後に「劇団フォーリーズ」に改称。
- いずみたくの没後、更に「ミュージカルカンパニー イッツフォーリーズ」へと改称（It'sはIzumi Taku'sの略）。

## 主な作品

### 1970年代〜
- 「悪魔になってみませんか」（1977、劇団旗揚げ公演）
- 「ロミオとジュリエット」（1978、試演会）
- 「真夏の夜の夢」（1978、劇団本公演）
- 「ゴッドスペル」（1978、劇団本公演）
- 「おれたちは天使じゃない」（1979、劇団本公演）
- 「見上げてごらん夜の星を」（1979、劇団本公演）
- 「TOMORROW」（1979、劇団本公演）
- 「洪水の前」（1980、劇団本公演）
- 「魔笛」（1981、特別公演）
- 「ユニコの冒険」（1981、劇団本公演）
- 「ザ・マジック」（1981、劇団本公演）
- ファミリーコンサート「いずみたくの音楽ランド」（1981、劇団本公演）
- 「The Pajama Game」（1981、研究所公演/1982、劇団本公演）
- 「ファーブルおじさんの昆虫記」（1982、劇団本公演）
- 「To B'way」（1982、研究所公演）
- 「哀しみのフォンテーヌII」（1983、研究所公演）
- 「赤い靴下」（1984、研究所公演）
- 「哀しみのフォンテーヌIII」（1984、研究所公演）
- 「Babes in Arms」（1984、アトリエ公演）
- 「ラグタイムで始まって」（1985、研究所公演）
- 「歌麿」（1985、劇団本公演）
- 「The Boys from Syracuse」（1985、アトリエ公演）
- 「Swing In The Rain」（1986、研究所公演）
- 「By Jupiter」（1987、劇団本公演）
- 「恋のいりたまご」（1988、研究所公演）
- 「哀しみのフォンテーヌIV」（1989、アトリエ公演）
- 「Rodgers & Hart」（1989、フォーリーズコンサート）
- 「Jazz In Night」（1989、フォーリーズコンサート）
- 「ガラクータの禁歌隊」（1989、プレステージ）
- 「不思議なオルゴール」（1990、研究所公演、アトリエ公演）
- 「手紙」（1992、アトリエ公演）

### 2000年以降の主な作品
- 「Follies Family」（2000年）
- 「霧のむこうのふしぎな町」
- 「天切り松　人情闇がたり」
- 「MIRACLE」（2000年）
- 「ルドルフとイッパイアッテナ」
- 「Mr.Zoo」（2001年）
- 「ねこはしる」
- 「月のしずく」
- 「ファーブル昆虫記」
- 「野菊の墓」
- 「嗚呼!杉並青年消防団」
- 「女たちのジハード」
- 「青空の休暇」
- 「花山信吉工務店」
- 「ゲゲゲの鬼太郎 十万億土の祈り唄」
- 「死神」
- 「秋に咲く桜のような」（スタミナやとのコラボレーション企画）
- 「お・ど・ろ」
- 「うた物語」
- 「A Midsummer Night Dream 夏の夜の夢」
- 「遠ざかるネバーランド」
- 「YOSHIKO〜悔いなき命を〜」
- 「てだのふあ」（灰谷健次郎原作「太陽の子」のミュージカル化）
- 「遠ざかるネバーランド」
- 「魍魎の匣」（2021年）
- 「ぼくたちの音を楽しむ〜いずみたくと中村八大の歌物語〜」（2022年）
- 「洪水の前」（2022年）
- 「バウムクーヘンとヒロシマ」（2023年）
- 「聲の形」（2023年）
- 「鉄鼠の檻」（2024年）
- 「歌のことづて」(劇団企画公演)
- 「小さい"つ"が消えた日」(劇団企画公演)
- 「牡丹さんの不思議な毎日」(劇団企画公演)
- 「あさはなび」(劇団企画公演)
- 「ナミヤ雑貨店の奇蹟」(劇団企画公演)

## 主な劇団メンバー
- 茂木沙月
- 井上一馬
- 森隆二
- 明羽美姫
- 米谷美穂
- 堀内俊哉
- 金村瞳
- 浅川仁志
- 中山圭
- 大浴ちひろ
- 大西健次
- 吉田雄
- 水谷圭見
- 鈴木彩子
- 石川裕梨
- 田中愛実
- 大川永
- 宮田佳奈
- 山川優海
- 東城由依
- 矢野叶梨
- 刀根友香
- 向谷地愛
- 近藤萌音
- 澤田美紀
- 成観礼
- 德岡明
- 神野紗瑛子
- 神澤直也
- 半澤昇
- 藤田朋花
- 松本裕子
- 尾ノ上彩花
- 森山真衣
- 岩城風羽
- 加藤梓
- 吉田美緒
- 平葉月
- 身内ソラ
- 塩嶋一希
- 志賀遼馬
- 宮村大輔
- 明石果奈
- 狩野りり花
- 後藤真由
- 高岡千紗
- 瀧澤菜々美
- 藤井圭香
- 池田晴陽
- 田中桃羽
- 鳴梓紗
- 堀内穣
- 箕輪菜穂江

## かつて所属していたメンバー
- 駒田一
- 鈴木ほのか
- 福沢良一
- 奈々瀬ひとみ
- 山口正義
- 鵜飼るみ子
- 馮智英
- いまむらのりお
- 大原晶子
- 本藤起久子
- 高橋亜子
- 勝部祐子
- 大塚庸介
- 福間美里
- 三谷千季